# Kamm-Laichkraut
Das Kamm-Laichkraut (Stuckenia pectinata), auch Kammförmiges Laichkraut genannt, ist eine Pflanzenart innerhalb der Familie der Laichkrautgewächse (Potamogetonaceae). Diese ständig submers lebende Wasserpflanze ist ein typischer Bewohner vieler Seen und langsam fließender Gewässer.

## Beschreibung

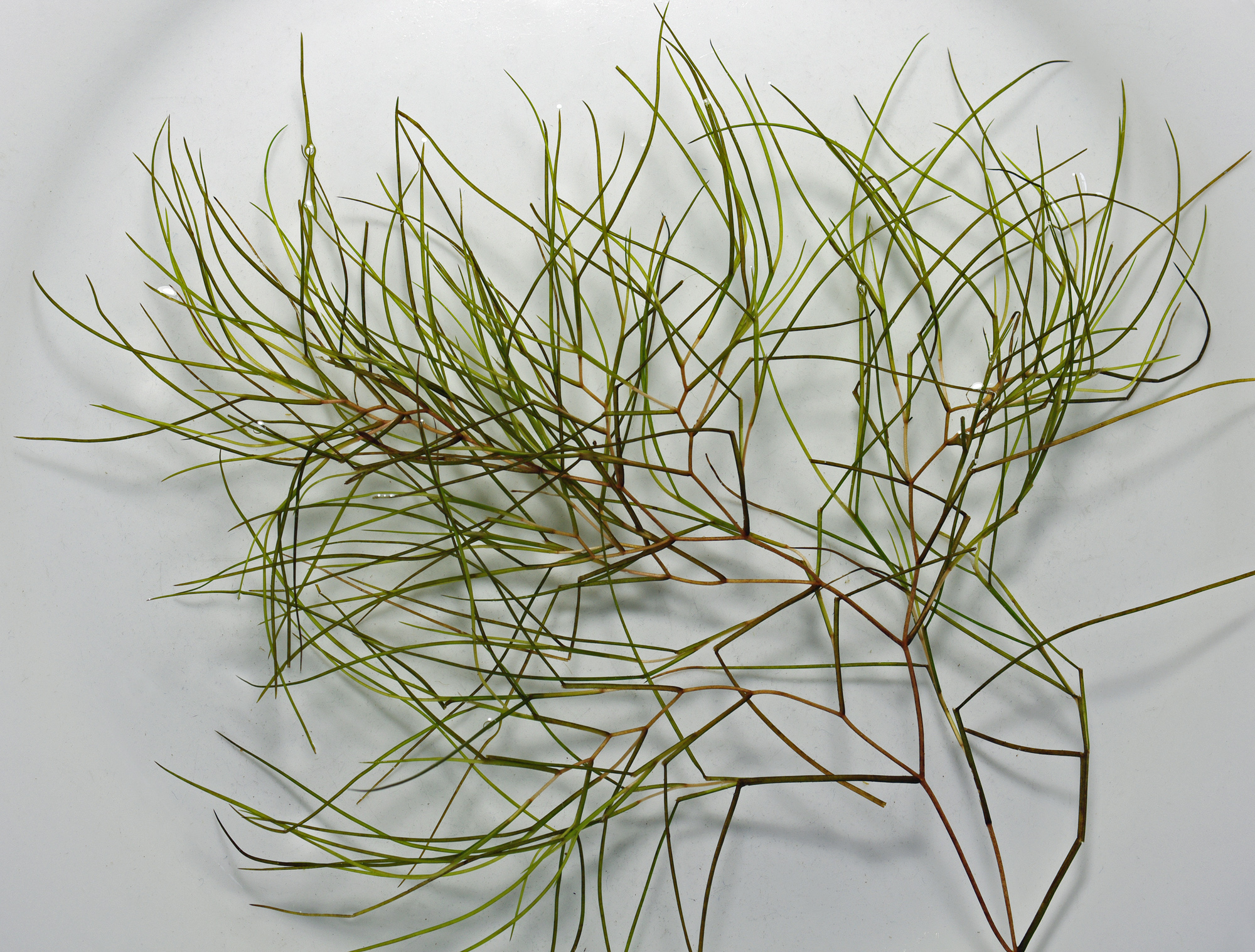
Reich verzweigter einzelner Sprossteil der Nominatform Potamogeton pectinatus var. pectinatus

Das Kamm-Laichkraut ist eine variable und vielgestaltige, meist sommergrüne Pflanze, die bis zu 3 Meter lang werden kann. Sein Rhizom ist nur etwa 2 Millimeter dick und kann erbsengroße Knollen ausbilden. Der Stängel ist besenartig verzweigt. Die schmalen, schlaffen, faden- oder haarförmigen bis schmal linealischen Blätter sind ein- bis fünf-nervig, wobei die Seitennerven unauffällig und die Quernerven deutlich ausgebildet sind. Die Blätter werden in der Regel nicht breiter als 3 Millimeter. Die Blattscheiden sind mit dem Blattgrund vereinigt, was eine Besonderheit innerhalb der Pflanzengattung der Laichkräuter ist.
Die Blütezeit reicht von Mai bis September. Die Einzelblüten sind in einem ährigen Blütenstand vereinigt, der etwa 2 bis 5 cm lang wird, zuerst dicht ist und dann später unterbrochen sein kann. Der Ährenstiel kann zwischen 2 und 10 cm lang sein. Die etwa 3 mal 3 Millimeter kleinen Früchte sind undeutlich gekielt und weisen einen kurzen Schnabel auf.
Die Chromosomenzahl beträgt 2n = 78, selten 84.

## Ökologie
Durch Bildung von Wurzelknollen oder unterirdische Ausläufer kann auch eine vegetative Vermehrung erfolgen. Die Blüten werden durch den Wind oder durch das Wasser bestäubt. Eine Ausbreitung der schwimmfähigen Früchte geschieht fast ausschließlich durch das Wasser. Nicht selten können die Früchte aber zum Beispiel auch am Gefieder von Vögeln kleben bleiben und werden auf diese Weise an andere Stellen getragen.

## Vorkommen
Das Kamm-Laichkraut ist in allen antarktischen oder australen bis borealen Klimazonen der Nord- und Südhemisphäre der Erde verbreitet, es ist ein Kosmopolit, seine Vorkommen sind also nicht auf Deutschland und Europa begrenzt. In den Alpen ist es bis in Höhenlagen von 1600 Meter zu finden. Das Kamm-Laichkraut ist Kennart der Pflanzenordnung Potamogetonetalia pectinati. Es ist sowohl in oligo- als auch in eutrophen langsam fließenden oder stehenden Gewässern zu finden. Nicht selten wurde es auch schon in stark verschmutzten Gewässern gefunden. Da es etwas salztolerant ist, kann es auch an ruhigen Buchten der Küste vorkommen. Es wächst meist auf humosen Böden und benötigt Wassertiefen von 20 bis 350 Zentimetern.

## Systematik
Die Erstveröffentlichung erfolgte 1753 unter dem Namen (Basionym) Potamogeton pectinatus durch Carl von Linné. Die Neukombination zu Stuckenia pectinata (L.) Börner wurde 1912 durch Carl Julius Bernhard Börner veröffentlicht. Börner ehrte damit den deutschen Gymnasiallehrer und Botaniker in Bremen, Wilhelm Adolf Stucken (1860–1901).
Weitere Synonyme für Stuckenia pectinata (L.) Börner sind: Coleogeton pectinatus (L.) Les & R.R.Haynes, Potamogeton balatonicus (Gams) Soó, Potamogeton balatonicus Gams, Potamogeton helveticus (G.Fisch.) W.Koch, Potamogeton interruptus Kit., Potamogeton marinus L., Potamogeton zosteraceus Fr., Stuckenia chakassiensis (Kaschina) Klinkova, Stuckenia marina (L.) Tzvelev, Stuckenia mongolica (A.Benn.) Klinkova, Stuckenia zosteracea (Fr.) Tzvelev, Potamogeton pectinatus subsp. balatonicus (Gams) Soó, Potamogeton pectinatus subsp. chakassinensis Kaschina, Potamogeton vaginatus subsp. helveticus (G.Fisch.) Schinz & Thell., Potamogeton vaginatus var. helveticus G.Fisch.
In Mitteleuropa werden bei manchen Autoren als Varietäten oder Unterarten unterschieden:
- Stuckenia pectinata (L.) Börner var. pectinata mit sehr schmalen, maximal 1 mm breiten, einnervigen, spitz endenden Blättern
- Stuckenia pectinata var. zosteracea (Fr.) (Syn.: Potamogeton pectinatus var. zosteraceus (Fr.) Casp., Stuckenia zosteracea (Fr.) Tzvelev) mit breiteren, drei- bis fünfnervige Blättern, die eine abgerundete Spitze aufweisen.

Die Sippe Stuckenia helvetica (G.Fisch.) Holub (Syn.: Potamogeton helveticus (G.Fisch.) W.Koch) könnte eine Hybride zwischen dem Kamm-Laichkraut und dem Faden-Laichkraut (Stuckenia filiformis (Pers.) Börner) sein.
Die Chromosomenzahl beträgt 2n = 26.

## Belege
- Henning Haeupler, Thomas Muer: Bildatlas der Farn- und Blütenpflanzen Deutschlands (= Die Farn- und Blütenpflanzen Deutschlands. Band 2). Herausgegeben vom Bundesamt für Naturschutz. Ulmer, Stuttgart 2000, ISBN 3-8001-3364-4, S. 575.
- Erich Oberdorfer: Pflanzensoziologische Exkursionsflora. 7. Auflage. Ulmer, Stuttgart 1994, ISBN 3-8252-1828-7, S. 102–103.